# Maxillaria cesarfernandezii
Maxillaria cesarfernandezii är en orkidéart som beskrevs av Eric Alston Christenson. Maxillaria cesarfernandezii ingår i släktet Maxillaria och familjen orkidéer.
Artens utbredningsområde är Venezuela. Inga underarter finns listade i Catalogue of Life.